# Солнцева Юлія Іполитівна
Ю́лія Іполи́тівна Солнце́ва  (25 липня (7 серпня) 1901, Москва — †29 жовтня 1989, Москва) — кіноакторка і кінорежисерка. Друга дружина Олександра Довженка.
Перша жінка-режисер, яку нагородили Призом за найкращу режисуру на Каннському кінофестивалі (1961) за фільм Повість полум'яних літ (сценарій написав Довженко).

## Біографія
1922 р. закінчила Московський інститут театрального мистецтва.
Від 1923 знімалася в кіно. Перша робота — головна роль у фільмі «Аеліта» (1924) за однойменним романом Олексія Толстого. Далі зіграла Зіну Весеніну в комедії «Папіросниця від Моссільпрому» (1924).
Від 1926 в Україні в ВУФКУ знімалася у фільмах «Джімі Гіґінс» і «Буря» (1928), «Дві жінки» (1929). У фільмі «Земля» (1930) Олександра Довженка зіграла Панасову дочку.
1927–1956 працювала з Олександром Довженком як співрежисерка його фільмів:
- «Звенигора» (1927)
- «Щорс» (1939)
- «Буковина — земля українська» (1940)
- «Битва за нашу Радянську Україну» (1943)
- «Перемога на Правобережній Україні» (1944)
- «Мічурін» (1949)
- «Прощавай, Америко!» (1951)

За сценаріями та творами Довженка поставила фільми:
- «Поема про море» (1958),
- «Повість полум'яних літ» (1961),
- «Зачарована Десна» (1964),
- «Незабутнє» (1967),
- «Золоті ворота» (1969) — про творчість свого чоловіка Олександра Довженка.

## Звання та премії
- 1949 — Сталінська премія
- 1981 — Народна артистка СРСР